# Oleg Mantorov
Oleg Mantorov (n. 1947) este un politician moldovean, fost deputat în Parlamentul Republicii Moldova, ales în Legislatura 2005-2009 pe listele Partidului Comuniștilor.